# Terry Neill
Terry Neill, all'anagrafe William John Terence Neill (Belfast, 8 maggio 1942 – Londra, 28 luglio 2022), è stato un calciatore e allenatore di calcio nordirlandese, di ruolo difensore.

## Carriera

### Allenatore
Sebbene avesse ancora solo 28 anni, Neill è stato ingaggiato da Hull City nel luglio 1970 come giocatore-allenatore, uno dei più giovani allenatori nella storia del gioco; in seguito divenne anche giocatore-allenatore del suo paese. Neill si ritirò dal gioco nel 1973, quando aveva raggiunto 59 presenze per l'Irlanda del Nord, battendo il record di Danny Blanchflower (anche se Pat Jennings avrebbe superò il record di Neill a tempo debito).
Neill lasciò Hull un anno dopo per succedere a Bill Nicholson come allenatore dei più agguerriti rivali dell'Arsenal, il Tottenham Hotspur. Ha gestito gli Spurs per due stagioni, evitando per un soffio la retrocessione nel suo primo mandato.
Dopo aver migliorato le fortune del Tottenham con un 9º posto nella sua seconda stagione in carica, Neill è stato reclutato dalla dirigenza dell'Arsenal per sostituire Bertie Mee il 9 luglio 1976 e all'età di 34 anni è diventato il più giovane allenatore dell'Arsenal, record che dura fino ad oggi. Con nuovi acquisti come Malcolm Macdonald e Pat Jennings e un gruppo di talenti come Liam Brady e Frank Stapleton, il club ha goduto della sua forma migliore dalla doppietta del 1971, raggiungendo un trio di finali di FA Cup (1978, 1979 e 1980).
L'Arsenal ha perso le altre due finali di FA Cup a cui Neill ha guidato il club, ma ha vinto la finale del 1979, con i Gunners che hanno vinto 3–2 contro il Manchester United in uno degli esaltanti finali di una finale di FA Cup nella storia. All'86º minuto, l'Arsenal era in vantaggio 2-0. Lo United ha segnato due gol nel finale per pareggiare. Con la partita pronta per i tempi supplementari, Alan Sunderland ha segnato un gol all'ultimo minuto per l'Arsenal che ha terminato la partita sul 3–2.
Nel 1979, Neill ci è andato vicino, ma non ha avuto successo nel suo tentativo di mettere a segno un importante colpo sul mercato per l'Arsenal firmando Diego Maradona come un adolescente molto apprezzato dall'Argentinos Juniors. Neill voleva anche ingaggiare il centrocampista Glenn Hoddle dagli Spurs, ma Hoddle aveva delle riserve sul trasferirsi dall'altra sponda del nord di Londra per unirsi all'arcinemico rivale della sua squadra. Hoddle in seguito disse: "Non credo che mio fratello mi avrebbe mai più parlato se fossi andato all'Arsenal".
Neill ha guidato l'Arsenal alla finale 1980 della Coppa delle Coppe UEFA. Nella semifinale contro la Juventus, l'Arsenal ha pareggiato 1–1 all'andata a Highbury, e ci si aspettava un compito formidabile nella gara di ritorno a Torino. Ma un gol nel finale a due minuti dalla fine del sostituto adolescente dell'Arsenal Paul Vaessen ha regalato all'Arsenal una vittoria in trasferta per 1-0 e una vittoria complessiva per 2-1. Era la prima volta che la Juventus perdeva contro una squadra britannica in casa. In finale, l'Arsenal ha perso ai rigori contro il Valencia davanti a 40.000 persone allo stadio Heysel.
Il successo dell'Arsenal nelle competizioni di coppa non poteva essere eguagliato in campionato. Il ritiro di Malcolm Macdonald all'età prematura di 29 anni a causa di un infortunio al ginocchio e le partenze di star come Brady e Stapleton hanno ostacolato le ambizioni del titolo di campionato dell'Arsenal.
Nella stagione 1980-81, Neill guidò l'Arsenal al terzo posto, il piazzamento più vicino alla vittoria del campionato in 10 anni. Nella stagione 1981-1982, l'Arsenal finì quinto in campionato.
La firma estiva di Neill del 1982 dell'attaccante Lee Chapman dallo Stoke City per £ 500.000 non è stata un successo, con Chapman che ha segnato solo 4 gol in 23 presenze con l'Arsenal prima di essere venduto al Sunderland per £ 200.000. Nella stagione 1982-83, l'Arsenal ha raggiunto le semifinali di FA Cup e Coppa di Lega, ma ha perso entrambe le semifinali contro il Manchester United.
Nel giugno 1983, Neill ha acquistato l'attaccante Charlie Nicholas, dal Celtic per £ 800.000. Anche il Liverpool e il Manchester United volevano acquistare Nicholas, che aveva segnato un totale impressionante di 50 gol in tutte le competizioni per il Celtic nella stagione 1982-83. Secondo quanto riferito, Nicholas divenne il calciatore più pagato in Gran Bretagna dopo il suo trasferimento all'Arsenal, e in seguito divenne una figura di culto del club.
Dopo aver ricevuto un contratto triennale migliorato all'inizio della stagione 1983-84, Neill fu esonerato dall'Arsenal il 16 dicembre 1983. Il licenziamento fu una decisione su cui il presidente del club Peter Hill-Wood ha sofferto. Neill si è successivamente ritirato dal calcio quando aveva solo 41 anni.

## Statistiche

### Statistiche da allenatore
| Stagione         | Squadra          | Campionato       | Campionato | Campionato | Campionato | Campionato | Coppe nazionali | Coppe nazionali | Coppe nazionali | Coppe nazionali | Coppe nazionali | Coppe continentali | Coppe continentali | Coppe continentali | Coppe continentali | Coppe continentali | Altre coppe | Altre coppe | Altre coppe | Altre coppe | Altre coppe | Totale | Totale | Totale | Totale | % Vittorie | Piazzamento |
| Stagione         | Squadra          | Comp             | G          | V          | N          | P          | Comp            | G               | V               | N               | P               | Comp               | G                  | V                  | N                  | P                  | Comp        | G           | V           | N           | P           | G      | V      | N      | P      | %          | Piazzamento |
| ---------------- | ---------------- | ---------------- | ---------- | ---------- | ---------- | ---------- | --------------- | --------------- | --------------- | --------------- | --------------- | ------------------ | ------------------ | ------------------ | ------------------ | ------------------ | ----------- | ----------- | ----------- | ----------- | ----------- | ------ | ------ | ------ | ------ | ---------- | ----------- |
| 1970-1971        | Hull City        | SD               | 42         | 19         | 13         | 10         | FACup+CdL       | 4+1             | 3+2             | 0+2             | 1+1             | -                  | -                  | -                  | -                  | -                  | -           | -           | -           | -           | -           | 47     | 24     | 15     | 12     | 51,06      | 5º          |
| 1971-1972        | Hull City        | SD               | 42         | 14         | 10         | 18         | FACup+CdL       | 3+1             | 2+0             | 0+0             | 1+1             | -                  | -                  | -                  | -                  | -                  | -           | -           | -           | -           | -           | 46     | 16     | 10     | 20     | 34,78      | 12º         |
| 1972-1973        | Hull City        | SD               | 42         | 14         | 12         | 16         | FACup+CdL       | 4+2             | 2+1             | 1+0             | 1+1             | AI                 | 4                  | 2                  | 1                  | 1                  | -           | -           | -           | -           | -           | 52     | 19     | 14     | 19     | 36,54      | 13º         |
| 1973-1974        | Hull City        | SD               | 42         | 13         | 17         | 12         | FACup+CdL       | 2+5             | 0+2             | 1+2             | 1+1             | -                  | -                  | -                  | -                  | -                  | -           | -           | -           | -           | -           | 49     | 15     | 20     | 14     | 30,61      | 9º          |
| Totale Hull City | Totale Hull City | Totale Hull City | 168        | 60         | 52         | 56         |                 | 26              | 12              | 6               | 8               |                    | 4                  | 2                  | 1                  | 1                  |             | -           | -           | -           | -           | 198    | 74     | 59     | 65     | 37,37      |             |
| 1974-1975        | Tottenham        | FD               | 42         | 13         | 8          | 21         | FACup+CdL       | 2+1             | 0+0             | 1+0             | 1+1             | -                  | -                  | -                  | -                  | -                  | -           | -           | -           | -           | -           | 45     | 13     | 9      | 23     | 28,89      | 19º         |
| 1975-1976        | Tottenham        | FD               | 42         | 14         | 15         | 13         | FACup+CdL       | 2+6             | 0+4             | 1+1             | 1+1             | -                  | -                  | -                  | -                  | -                  | -           | -           | -           | -           | -           | 50     | 18     | 17     | 15     | 36,00      | 9º          |
| Totale Tottenham | Totale Tottenham | Totale Tottenham | 84         | 27         | 23         | 34         |                 | 11              | 4               | 3               | 4               |                    | -                  | -                  | -                  | -                  |             | -           | -           | -           | -           | 95     | 31     | 26     | 38     | 32,63      |             |
| 1976-1977        | Arsenal          | FD               | 42         | 16         | 11         | 15         | FACup+CdL       | 3+6             | 2+3             | 0+2             | 1+1             | -                  | -                  | -                  | -                  | -                  | -           | -           | -           | -           | -           | 51     | 21     | 13     | 17     | 41,18      | 8º          |
| 1977-1978        | Arsenal          | FD               | 42         | 21         | 10         | 11         | FACup+CdL       | 6+5             | 5+4             | 0+2             | 1+1             | -                  | -                  | -                  | -                  | -                  | -           | -           | -           | -           | -           | 53     | 30     | 12     | 13     | 56,60      | 5º          |
| 1978-1979        | Arsenal          | FD               | 42         | 17         | 14         | 11         | FACup+CdL       | 11+1            | 6+0             | 5+0             | 0+1             | CU                 | 6                  | 3                  | 1                  | 2                  | -           | -           | -           | -           | -           | 60     | 26     | 20     | 14     | 43,33      | 7º          |
| 1979-1980        | Arsenal          | FD               | 42         | 18         | 16         | 8          | FACup+CdL       | 11+7            | 5+3             | 5+3             | 1+1             | CdC                | 9                  | 4                  | 4                  | 1                  | CS          | 1           | 0           | 0           | 1           | 70     | 30     | 28     | 12     | 42,86      | 4º          |
| 1980-1981        | Arsenal          | FD               | 42         | 19         | 15         | 8          | FACup+CdL       | 1+4             | 0+2             | 0+1             | 1+1             | -                  | -                  | -                  | -                  | -                  | -           | -           | -           | -           | -           | 47     | 21     | 16     | 10     | 44,68      | 3º          |
| 1981-1982        | Arsenal          | FD               | 42         | 20         | 11         | 11         | FACup+CdL       | 1+5             | 0+2             | 0+1             | 1+2             | CU                 | 4                  | 3                  | 0                  | 1                  | -           | -           | -           | -           | -           | 52     | 25     | 12     | 15     | 48,08      | 4º          |
| 1982-1983        | Arsenal          | FD               | 42         | 16         | 10         | 16         | FACup+CdL       | 8+8             | 4+5             | 3+1             | 1+2             | CU                 | 2                  | 0                  | 0                  | 2                  | -           | -           | -           | -           | -           | 60     | 25     | 14     | 21     | 41,67      | 10º         |
| ago.-dic. 1983   | Arsenal          | FD               | 17         | 7          | 0          | 10         | FACup+CdL       | 0+4             | 2               | 1               | 1               | -                  | -                  | -                  | -                  | -                  | -           | -           | -           | -           | -           | 21     | 9      | 1      | 11     | 42,86      | Eson.       |
| Totale Arsenal   | Totale Arsenal   | Totale Arsenal   | 311        | 134        | 87         | 90         |                 | 83              | 43              | 24              | 16              |                    | 21                 | 10                 | 5                  | 6                  |             | 1           | 0           | 0           | 1           | 416    | 187    | 116    | 113    | 44,95      |             |
| Totale carriera  | Totale carriera  | Totale carriera  | 563        | 221        | 162        | 180        |                 | 120             | 59              | 33              | 28              |                    | 25                 | 12                 | 6                  | 7                  |             | 1           | 0           | 0           | 1           | 709    | 292    | 201    | 216    | 41,18      |             |

## Palmarès

### Giocatore

#### Competizioni internazionali
- Coppa delle Fiere: 1

Arsenal: 1969-1970

### Allenatore

#### Competizioni nazionali
- Coppa d'Inghilterra: 1

Arsenal: 1978-1979